# Conospermum brownii
Conospermum brownii (лат.) — кустарник, вид рода Коноспермум (Conospermum) семейства Протейные (Proteaceae), эндемик юго-западной Западной Австралии.

## Ботаническое описание
Conospermum brownii — умеренно открытый кустарник до 1 м высотой. Листья сидячие продолговатые, 2-7 см длиной, 4-15 мм шириной, более или менее сизые, гладкие. Соцветие — щитковидное колосовидное; цветонос длиной 16-39 см. Прицветники яйцевидные, 1,5-3 мм длиной, 1-2 мм шириной, голубые или розовато-лиловые в бутоне с острой вершиной. Околоцветник от белого до кремового цвета, гладкий; трубка длиной 3-7 мм; верхняя губа яйцевидной формы, длиной 1,4-1,8 мм, шириной 1,5-2 мм с тупо загнутой вершиной; нижняя губа объединена на 1-1,8 мм. Цветёт с августа по октябрь голубовато-белыми цветками. Плод — орех длиной 2,3-2,6 мм, шириной 2,3-2,5 мм, золотисто-коричневый опушённый; волоски по окружности 1-1,5 мм длиной, золотистые; центральный пучок волосков 1,5-1,8 мм длиной, от золотистого до оранжевого цвета.

## Таксономия
Впервые этот вид был официально описан ботаником Карлом Мейснером в 1848 году в сборнике Иоганна Георга Кристиана Лемана Plantae Preissianae sive Enumeratio plantarum quas in Australasia occidentali et meridionali-occidentali.

## Распространение и местообитание
Conospermum brownii — эндемик Западной Австралии. Встречается в регионах Уитбелт и Голдфилдс-Эсперанс в Западной Австралии, где растёт на песчаных почвах, часто поверх латерита.